# 斯塔夫基 (霍尔利夫卡区)
斯塔夫基（烏克蘭語：Ставки），是烏克蘭東部頓涅茨克州霍尔利夫卡区霍尔利夫卡市镇内的乡村居民点。海拔高度168米，2001年該農村聚落人口34，其中約七成居民是俄羅斯人。